# Гордана Заклан
Гордана Заклан (Нови Сад, 1965.) српска је сликарка.

## Биографија
Гордана Заклан је завршила школу акварела при Музеју Војводине код професора Бранислава Марковића. Акварелском техником слика од 2010. године и она постаје њено основно сликарско, животно и радно опредељење. Учествује на конкурсима и ликовним колонијама у земљи и иностранству (Русија, Бугарска, Мађарска, Словенија и остале суседне земље).
У 2018. години добила је прву награде за акварел на Међународном конкурсу минијатуре „Мини кастра“ у Словенији и велике награде „ВОВА Мини-арт“ на Балатону у Мађарској. Радови су јој уврштени у „Међународну књигу о акварелу“ за 2015. годину у издању Амазона.
Чланица је и један од оснивача Друштва акварелиста "ВИР".